# Avelgem
Avelgem là một đô thị ở tỉnh Tây Flanders. Đô thị này gồm các thị trấn Avelgem proper, Bossuit, Kerkhove, Outrijve và Waarmaarde. Tại thời điểm ngày 1 tháng 1 năm 2006, Avelgem có dân số 9.457 người. Tổng diện tích là 21,75 km² với mật độ dân số là 435 người trên mỗi km².